# عبدالکریم عابدینی
عبدالکریم عابدینی (زاده ۱۳۳۵ در قزوین) امام جمعه سابق شهر قزوین و نماینده ولی فقیه در استان قزوین بوده است.‌

## نمایندگی ولی فقیه و امام جمعه شهر قزوین
عبدالکریم عابدینی در ۱۱ اسفند ۱۳۹۳ به‌عنوان امام جمعه قزوین جایگزین هادی باریک‌بین گردید. وی پس از ۱۰ سال سابقه کاری در تاریخ ۸ بهمن ۱۴۰۳ از سمتش کناره‌گیری کرد. پس از وی، حسین مظفری به عنوان امام جمعه قزوین  معرفی شد.

## زندگی شخصی و فعالیت ها
عبدالکریم عابدینی در سال ۱۳۳۵ در روستای چاله در استان قزوین متولد شده است.